# Central Pacific Railroad

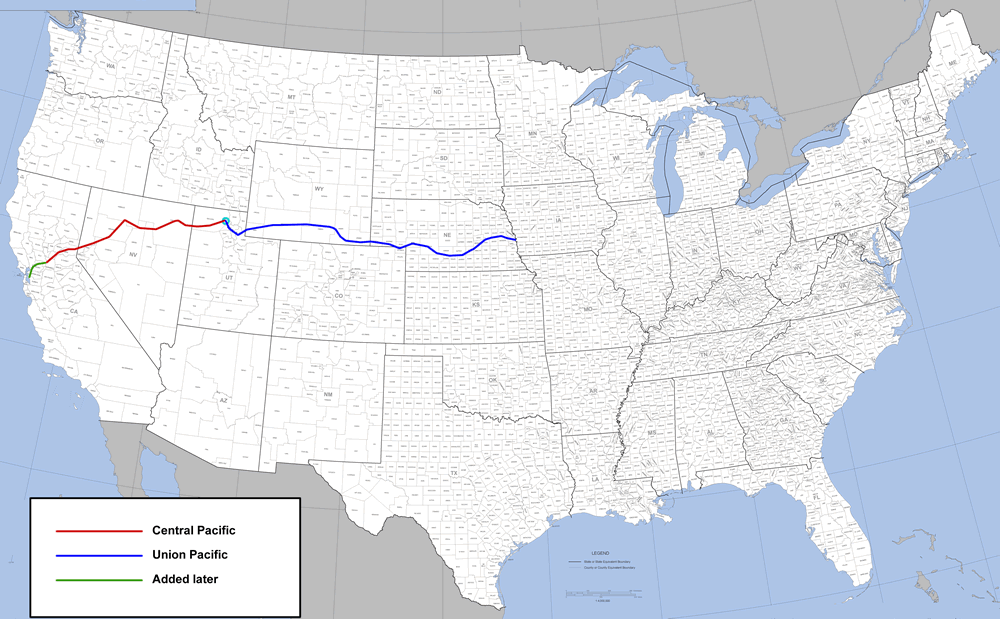
A Central Pacific Railroad útvonala piros színnel jelölve

A Central Pacific Railroad (CPRR) egy vasúti társaság volt, amelyet az amerikai kongresszus 1862-ben alapított, hogy a kaliforniai Sacramentótól keletre vasutat építsen, hogy befejezze az "első transzkontinentális vasútvonal" nyugati részét Észak-Amerikában. Az 1861-ben alapított CPRR 1885-ben szüntette be működését, amikor a Southern Pacific Railroad bérbeadott vonalként felvásárolta.
A csendes-óceáni vasút 1855-ös felmérésének befejezését követően több, transzkontinentális vasút építésére irányuló országos javaslat is elbukott a rabszolgasággal kapcsolatos politikai viták által felemésztett energia miatt. Dél 1861-es elszakadásával a Republikánus Párt modernizálói kerültek az amerikai kongresszus élére. Ők 1862-ben törvényt fogadtak el, amely engedélyezte a központi vasútvonalat, finanszírozásuk földtámogatások és kormányzati vasúti kötvények formájában történt, amelyeket végül mind visszafizettek kamatostul. 1862-ben a kormány és a vasutasok egyaránt részesültek a földtámogatások megnövekedett értékéből, amelyet a vasutak fejlesztettek ki. 1862-ben a vasút megépítése a kormány számára is biztosította a gazdaságos posta, csapatok, hadianyagok és a közraktárak biztonságos és gyors szállítását.

## Története
A Theodore Judah által tervezett Central Pacific Railroadot a Kongresszus 1862-ben engedélyezte. Judah és a "The Big Four" (akik magukat "The Associates"-nek nevezték) 1861-ben alapította: Leland Stanford, Collis Potter Huntington, Charles Crocker és Mark Hopkins Jr., Sacramento, Kalifornia üzletemberei. Stanfordot választották elnöknek (egyúttal kormányzónak is megválasztották), Huntingtont alelnöknek, aki az adománygyűjtésért és a beszerzésekért felelt, Hopkinst pedig pénztárosnak. Crocker volt a felelős az építkezésért, amely hivatalosan 1863-ban kezdődött, amikor Sacramentóban lefektették az első síneket.
Az építkezés 1865-ben indult meg komolyan, amikor James Harvey Strobridge, az építőmunkások vezetője Crocker javaslatára felvette az első kantoni emigráns munkásokat. Az építőbrigád 1868-ra 12 000 kínai munkással nőtt, amikor is áttörték a Donner-csúcsot, és a teljes munkásság nyolcvan százalékát tették ki. 1869. május 10-én ütötték be az "arany sínszeget", amely a nyugati vasutat a Utah állambeli Promontorynál összekötötte a Union Pacific Railroaddal. 1869-ben lehetővé vált nyolc nap alatt a tengerparttól a tengerpartig tartó vonatközlekedés, felváltva a hónapokig tartó tengeri utakat és a hosszadalmas, veszélyes szekérkaravánokkal való utazást.
1885-ben a Central Pacific Railroadot a Southern Pacific Company bérbe vett vonalként megvásárolta. Gyakorlatilag a CPRR 1959-ig maradt vállalati egység, amikor hivatalosan beolvadt a Southern Pacificbe. (1899-ben szervezték át Central Pacific "Railroad" néven.) Az eredeti útjogot ma a Union Pacific ellenőrzi, amely 1996-ban megvásárolta a Southern Pacificet.
A Union Pacific-Central Pacific (Southern Pacific) fővonala a történelmi Overland Route-t követte a nebraskai Omahától a San Francisco-öbölig.
A vasút építéséhez a kínai munkaerő volt a legfontosabb forrás. 1865 februárjában a nyugati vasutasok többsége kínai volt, mivel a fehér munkások nem voltak hajlandók elvégezni a veszélyes munkát. 1865 februárjában a Central Pacific Railroad próbaüzemben ötven kantoni emigráns munkást vett fel, és hamarosan egyre több kantoni emigránst alkalmaztak. A munkakörülmények kemények voltak, és a kínaiak kevesebbet kaptak, mint fehér társaik. A kínai munkásoknak havonta harmincegy dollárt fizettek, és míg a fehér munkások ugyanennyit kaptak, nekik szállást és ellátást is biztosítottak.  Idővel a CPRR felismerte az alacsony bérért alkalmazott jó munkások előnyeit: "A kínai munkaerő bizonyult a Central Pacific megmentőjének.":30